# 項斯華
項斯華（1939年—），上海人，古箏演奏家，浙江箏派代表人物之一。曾為香港民族音樂學會理事、香港藝術家聯盟成員、北京古箏研究會理事、東方樂舞交流學會理事、中國音樂家協會會員。其音樂繼承了「民間派」的樸實，又提高了「學院派」的藝術水準，以在傳統的基礎上創新古箏技法和箏曲聞名。

## 生平
1956年錄取上海音樂學院附屬中學，主修鋼琴。1958年改向王巽之學習浙江箏樂，1960年直升上海音樂學院民族音樂系。大學期間除了繼續師從王巽之，也向曹正、郭鷹、任清志學習河南、山東及潮州箏樂。另外，也和同學王昌元、孫文妍、范上娥、張燕等人，協助王巽之記譜整理浙江箏曲，並編寫了上海音樂學院第一部古箏系列教程。古琴家成公亮亦為其同學。
曾參與今虞琴社演出。
1962年，在上海之春音樂會上，用兩張不同音階的箏演奏〈海青拿天鵝〉，獲得《人民畫報》及各大報介紹，一夕成名。
1966年至1979年間歷任北京中央新聞電影製片廠樂團（今中國電影樂團）獨奏演員，並兼任豎琴演員。上海樂團、中國藝術團獨奏演員。和吳文光、龔一、李祥霆等人參與了文化部的「琴箏瑟樂器改革小組」、「錄音錄像小組」。「錄音錄像小組」從事京劇的唱腔器樂化工作，此期間項斯華從李世濟學習京劇程派唱腔，並移植於古箏上演奏，成果有模仿程派程硯秋的《文姬歸漢》唱段，根據言菊朋的演唱移植的《捉放宿店》選段，另外還有《臥龍弔孝》、《逍遙津》的唱段；其中《文姬歸漢》曾在1975年的理查·尼克森訪華晚會上演出並獲得好評。
1979至1981年任北京中國歌劇舞劇院獨奏演員，並參與北京古箏研究會理事和中國音樂家協會，兼任中央音樂學院及中國音樂學院教師。
1981年和舞蹈家陳愛蓮、高胡演奏家汪炳炎、歌唱家李元華、舞蹈演員張曉萍、葉健平、二胡演奏員王樹人、揚琴演奏員安慶餾、作曲家陳紫等中國歌劇舞劇院成員組成「中國表演藝術家小組」出訪歐洲。1981年底移居香港，1982年應聘於香港中文大學音樂系，後又在香港演藝學院教授古箏。1984年和香港中文大學、香港大學、香港浸會大學的音樂學者、演奏家、作曲家、樂評家呂炳川、葉明媚、劉靖之、李明、毛宇寬、曾葉發、梁沛錦、吳贛伯、李德君、周凡夫、黎鍵等人一同創立香港民族音樂學會並擔任理事。之後多次前往北美、歐洲、東南亞、日本、新加坡及臺灣等地舉辦個人獨奏會。
1993年移居溫哥華。

## 音樂風格
- 追求左手的「腔韻」，通過古箏「音腔」的把握，並表現出樂曲的地域風格。[4]

- 她以大指搖、快四點、夾彈、提弦等技法為主，並借鑒、學習、融匯了琵琶、三弦及西洋樂器的技法。特別注重手形的正確，強調手指各關節的自然、放鬆，注重手指動作的幅度和觸弦點，「搖指」細膩而乾淨，音色清澈而明亮，左手的吟、揉、按、滑的分寸得體到位，講究發音、追求美的音色。[2]

- 她演奏的〈高山流水〉，「細緻樸實，深刻細膩，音色醇美純淨，格調清新，有氣質、有樂思、有特色，明顯豐富了古箏這種樂器的表現力。」[2]

- 「在古箏表現手法上沒有派別門戶之見，而是在演奏手法上對各路箏派採用博採眾家之長，以揉成自己的演奏特點。」[2]

## 作品

### 專輯
| 專輯名稱                                      | 發行日期 | 發行公司 | 曲目 | 備註 |
| --------------------------------------------- | -------- | -------- | --- | --- |
| 《項斯華獨奏曲選．漁舟唱晚》                  | 1980年   | 中國唱片 | 曲目 A 面 1. 〈高山流水〉 2. 〈寒鴨戲水〉 3. 〈三十三板〉 4. 〈漁舟唱晚〉 B 面 1. 〈廣陵散〉 2. 〈將軍令〉 3. 〈西廂詞〉 4. 〈月兒高〉                                                                   | 1979年錄製，第一張中國民樂演奏家個人專輯。 |
| 《項斯華中國箏名曲演奏集》                    | 1981年   | EMI      | 曲目 1. 〈漁舟唱晚〉 2. 〈高山流水〉 3. 〈西廂詞〉 4. 〈出水蓮〉 5. 〈月兒高〉 6. 〈將軍令〉 7. 〈秋思曲〉 8. 〈廣陵散〉 9. 〈三十三板〉 10. 〈四段曲〉 11. 〈寒鴨戲水〉                                 | 由音樂學家岸邊成雄監製。岸邊成雄表示：「在我經歷了漫長的半個世纪的中國音樂的研究生活中，這是值得我紀念的工作之一。」 該唱片獲得日本文部省藝術祭大獎。 |
| 《中國樂器系列 1，古箏：項斯華古箏演奏 NO.1》 | 1985年   | 麗歌唱片 | | |
| 《望鄉吟：項斯華古箏專輯》                    | 1989年   | 水晶唱片 | | |
| 《古箏 1 / 項斯華古箏獨奏》                   | 1992年   | 中國唱片 | | |
| 《九州風采：項斯華古箏獨奏》                  | 1995年   | 龍音製作 | | |
| 《大師集14：項斯華古箏專輯》                  | 1995年   | 搖籃唱片 | 曲目 1. 〈南海漁歌〉 2. 〈幸福渠〉 3. 〈漁舟唱晚〉 4. 〈高山流水〉 5. 〈廣陵散〉 6. 〈海青拿鶴〉 7. 〈月兒高〉 8. 〈寒鴨戲水〉 9. 〈秋思曲〉 10. 〈出水蓮〉 11. 〈西廂詞〉 12. 〈將軍令〉 13. 〈思想起〉 | |

### 創作
- 〈幸福渠水到俺村〉（又名〈幸福渠水〉、〈紅旗渠水到俺村〉、〈粼波曲〉），沈立良、項斯華、范上娥作曲。[19]

### 書籍
- 《項斯華演奏中國箏譜》，吳贛伯、項斯華編著，上下二冊，香港上海書局，1983年。
- 《每日必彈 古箏指序練習曲》，上海音樂出版社，2004年。

### 文章
- 項斯華、吳贛伯，〈浙江箏芻議〉，《中國音樂》，1991年04期，頁 40-42。

## 媒體訪問
- 《明報月刊 第217-222期》. 香港: 香港明报. 1984年103号.

## 外部連結
- 「項斯華老師桃李滿門會」的Facebook專頁
- YouTube上的「項斯華-主題」頻道
- YouTube上的《古箏演奏家：項斯華》播放列表
- YouTube上的《古箏名家：項斯華》播放列表
- YouTube上的《項斯華（中華樂壇名人名曲珍藏版）》播放列表
- YouTube上的訪談：感受項斯華古筝名家的歲月人生（上）
- YouTube上的訪談：感受項斯華古筝名家的歲月人生（下）
- YouTube上的訪談：建國後中國古箏音樂的發展（一）
- YouTube上的訪談：建國後中國古箏音樂的發展（二）
- YouTube上的訪談：建國後中國古箏音樂的發展（三）
- YouTube上的訪談：建國後中國古箏音樂的發展（四）
- YouTube上的訪談：建國後中國古箏音樂的發展（五）
- 項斯華的Discogs页面（英文）
- 項斯華在Allmusic上的頁面